# Plessey
The Plessey Company plc – brytyjskie przedsiębiorstwo, zajmujące się elektroniką i telekomunikacją. Założone w 1917 roku w Londynie. W 2005 przejęta przez szwedzkie przedsiębiorstwo Ericsson. Spółka była notowana na londyńskiej giełdzie papierów wartościowych i wchodziła w skład indeksu FTSE 100.

## Historia
Plessey zostało założone w 1917 roku w Marylebone – dzielnicy Londynu. Pierwszymi udziałowcami byli Thomas Hodgson, C.H. Whitaker oraz bracia Raymond i Plessey Parker. Pierwszym pracownikiem był niemiecki inżynier William Heyne, który w latach 1920–1925 pełnił funkcję prezesa firmy.
Od 1920 roku Plessey zaczęło produkować radiotelefony dla firmy Marconi, natomiast od 1936 roku rozpoczęło produkcję złączy elektrycznych do amerykańskich samolotów. W czasie II wojny światowej przedsiębiorstwo produkowało sprzęt radiowy dla wojska.
W 1988 roku Plessey połączyło się z General Electric Company tworząc GEC Plessey Telecommunications. W 2005 roku przedsiębiorstwo przejęła szwedzka firma Ericsson.